# Myomyscus
Genre
Myomyscus est un genre de rongeurs de la sous-famille des Murinés.

## Liste des espèces
Ce genre comprend les espèces suivantes selon Mammal Species of the World :
- Myomyscus angolensis Bocage, 1890
- Myomyscus brockmani Thomas, 1908
- Myomyscus verreauxii Smith, 1834
- Myomyscus yemeni Sanborn and Hoogstraal, 1953

## Référence
- Shortridge, 1942 : Field notes on the first and second expedition of the Cape Museum's mammal survey of the Cape Province and descriptions of some new subgenera and subspecies. Annals of the South African Museum 36 pp 27-100.